# Hagen-Gleithörnchen
Das Hagen-Gleithörnchen (Petinomys hageni) ist ein Gleithörnchen aus der Gattung der Zwerggleithörnchen (Petinomys). Es kommt auf den Inseln Sumatra sowie vielleicht Borneo vor.

## Merkmale
Das Hagen-Gleithörnchen erreicht eine Kopf-Rumpf-Länge von 22 bis 26 Zentimetern sowie eine Schwanzlänge von etwa 22 Zentimetern. Das Gewicht liegt bei etwa 350 bis 400 Gramm. Die Rücken- und Kopffärbung ist eisengrau mit braunen Haarspitzen, die Oberseite der Gleithäute ist schwarz mit rotbraunen Haarspitzen. Auf dem Kopf zieht sich ein Band aus schwarzspitzigen Haaren von der Nase um die Augen bis zu den Ohren. Die Bauchseite ist weiß mit rötlich-braunem Einschlag und der Schwanz ist braun.
Wie alle Zwerggleithörnchen hat es eine behaarte Gleithaut, die Hand- und Fußgelenke miteinander verbindet und durch eine Hautfalte zwischen den Hinterbeinen und dem Schwanzansatz vergrößert wird. Die Gleithaut ist muskulös und am Rand verstärkt, sie kann entsprechend angespannt und erschlafft werden, um die Richtung des Gleitflugs zu kontrollieren.

## Verbreitung

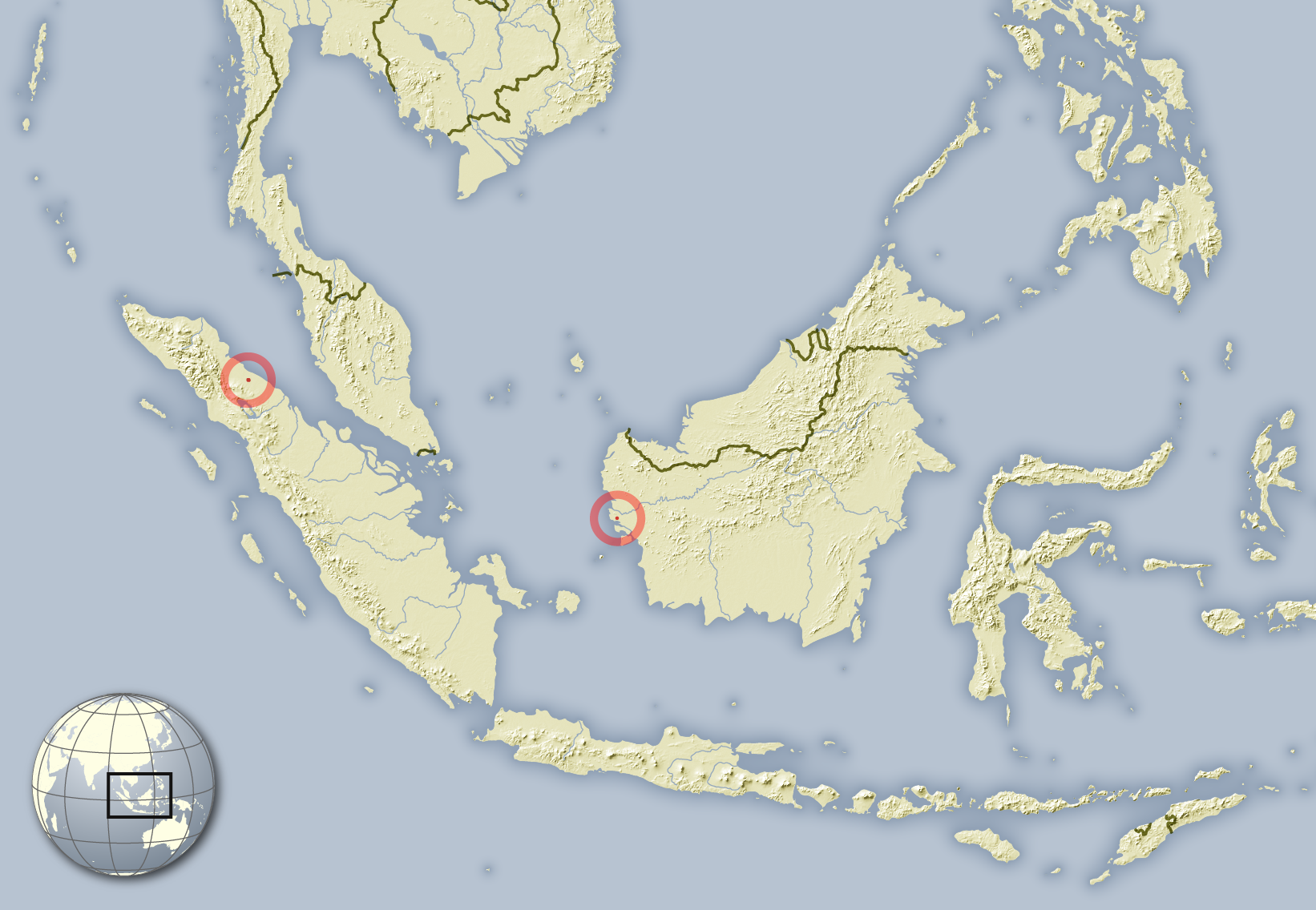
Verbreitungsgebiete des Hagen-Gleithörnchens

Das Hagen-Gleithörnchen kommt auf der indonesischen Insel Sumatra sowie vielleicht im indonesischen Teil Borneos (Kalimantan) vor. Bekannt ist die Art von einer Fundstelle aus dem Norden Sumatras, das Nachweisexemplar von Borneo ist verloren gegangen.

## Lebensweise
Über die Lebensweise des Hagen-Gleithörnchens liegen keine Daten und Beobachtungen vor. Die Fundorte liegen im Bereich des tropischen Regenwalds und es entspricht in seiner Lebensweise wahrscheinlich anderen Gleithörnchen; es ist somit baumlebend, weitestgehend nachtaktiv und ernährt sich von Pflanzen.

## Systematik
Das Hagen-Gleithörnchen wird als eigenständige Art innerhalb der Gattung der Zwerggleithörnchen (Petinomys) eingeordnet, die insgesamt neun Arten enthält. Die wissenschaftliche Erstbeschreibung stammt von Fredericus Anna Jentink aus dem Jahr 1888 anhand eines Individuums aus dem ehemaligen Sultanat Deli im Nordosten der Insel Sumatra. Innerhalb der Art werden keine Unterarten unterschieden.

## Bestand, Gefährdung und Schutz
Das Hagen-Gleithörnchen wird von der International Union for Conservation of Nature and Natural Resources (IUCN) aufgrund fehlender Daten nicht in eine Gefährdungskategorie aufgenommen und entsprechend als „data deficient“ gelistet. Es ist ausschließlich von zwei Fundorten bekannt und Daten über die Bestände und die Verbreitung existieren nicht. Dabei wird nicht ausgeschlossen, dass die Art auf Sumatra und vielleicht auch auf Borneo häufiger vorkommt.

## Belege
1. 1 2 3 4 5  Richard W. Thorington Jr., John L. Koprowski, Michael A. Steele: Squirrels of the World. Johns Hopkins University Press, Baltimore MD 2012; S. 125. ISBN 978-1-4214-0469-1
2. 1 2 3  Petinomys hageni in der Roten Liste gefährdeter Arten der IUCN 2014.1. Eingestellt von: C. Francis, M. Gumal, 2008. Abgerufen am 20. Juni 2014.
3. 1 2 3  Don E. Wilson & DeeAnn M. Reeder (Hrsg.): Petinomys hageni in Mammal Species of the World. A Taxonomic and Geographic Reference (3rd ed).